# Convenció Constitucional Sequoyah
El Convenció Constitucional Sequoyah fou un intent amerindi d'assegurar l'estatalitat pel Territori Indi com una jurisdicció controlada per amerindis, separada del territori d'Oklahoma. L'estat proposat seria a ser anomenat Estat de Sequoyah.
La Convenció va redactar una constitució, va elaborar un pla d'organització pel govern, va fer un mapa que mostrava els comtats on s'establia, i va nomenar delegats per anar al congrés dels Estats Units per sol·licitar la condició d'Estat. Les propostes de la convenció es van proposar en referèndum a Territori Indi, i van rebre suport aclaparador dels votants. No obstant això, la delegació va tenir una freda recepció a Washington, DC, a causa de la política de partits, i no va aconseguir els seus objectius.
Encara que sense èxit, la convenció va preparar el camí per a la creació de l'estat d'Oklahoma.

## Antecedents
En general les cinc tribus civilitzades i altres tribus a Territori Indi eren oposades als esforços locals i nacionals per a convertir-se en estat. Tanmateix, per mandat de la Llei de Curtis de 1898 el reconeixement dels governs tribals pel govern dels Estats Units va acabar el 4 de març de 1906, com a part d'un esforç federal cap a l'assimilació dels nadius americans.
James A. Norman (cherokee) va promoure una convenció constitucional per organitzar un estat amerindi. En un fullet de 1904 va suggerir nomenar l'estat "Sequoyah" en honor del cherokee que havia desenvolupat el sil·labari cherokee, la primera forma escrita creada de forma independent d'una llengua indígena nord-americana. En juliol de 1905 William Charles Rogers, cap principal de la Nació Cherokee, i Green McCurtain, cap principal de la Nació Choctaw d'Oklahoma, van fer una crida a una convenció. La convocatòria va ser modificada a finals de juliol per afegir els noms de Pleasant Porter, cap principal de la Nació Creek, John Brown cap principal dels seminoles. Douglas Johnston, governador de la Nació Chickasaw, es va oposar a convocar la convenció, de manera que la seva nació va estar representat per William H. Murray.

## Convenció
La convenció es va reunir al Teatre Hinton de Muskogee, el 21 d'agost de 1905.
La Convenció va redactar una constitució, va elaborar un pla d'organització per al govern, va fer un mapa que mostra els comtats on s'estableix, i va nomenar delegats per anar al congrés dels Estats Units per sol·licitar la condició d'Estat. Les propostes de la convenció es van votar en referèndum a Territori Indi, i van rebre suport aclaparador dels votants.
La delegació va rebre una freda recepció a Washington, DC, a causa de la política de partits. El Territori Indi estava vorejat per dos estats del sud demòcrates. El president dels Estats Units Theodore Roosevelt, era republicà, i el Congrés controlat pels republicans reclamava l'estatitat conjunta dels dos territoris per eliminar la possibilitat que el territori s'unís a la Unió com un estat demòcrata. El 16 de juny de 1906, el president Roosevelt va signar l'Oklahoma Enabling Act, que va dictaminar que els Territoris indis i Oklahoma rebrien la condició d'Estat només com un estat unit.
La convenció va tenir èxit en l'aprovació d'un document de 35.000 paraules sobre el govern de l'estat proposat. Va captar una desconfiança popular dels funcionaris electes. També va assegurar que diversos residents del territori indi servirien en posicions destacades tant en la Convenció Constitucional d'Oklahoma com en el pròxim estat que en sorgiria.
El treball de la Convenció Constitucional de l'Estat Sequoyah no es va perdre del tot. Quan els representants de Territori Indi es van unir a la Convenció Constitucional de l'Estat d'Oklahoma a Guthrie l'any següent, va portar la seva experiència amb ells. La Constitució Sequoyah serví en gran part com a base per a la constitució de l'Estat d'Oklahoma, que va néixer amb la fusió dels dos territoris en 1907.
El general Pleasant Porter, Cap Principal de la Nació Muscogee (Creek), va ser seleccionat com a president de la convenció. Els delegats electes van decidir nomenar els funcionaris executius de la cinc tribus civilitzades com a vicepresidents de la convenció: William Charles Rogers, Cap Principal dels Cherokees; William H. Murray, nomenat pel governador de la Nació Chickasaw Douglas H. Johnston per representar els chickasaws; el cap Green McCurtain de la Nació Choctaw d'Oklahoma; el Cap John Brown dels Seminoles; i Charles N. Haskell, seleccionat per a representar el Poble Muscogee (ja que el general Porter havia estat elegit president).

## Llista de delegats prominent
- William H. Murray (President de la Convenció Constitucional, 9è Governador d'Oklahoma, primer Cap de la Cambra de Representants d'Oklahoma)
- Charles N. Haskell (primer governador d'Oklahoma)
- Robert L. Williams (tercer governador d'Oklahoma, primer Cap de Justícia d'Oklahoma)
- Henry S. Johnston (President de la Convenció de la Constitució Pro Tempore, 7è Governador d'Oklahoma, primer President pro tempore del Senat d'Oklahoma)
- Pete Hanraty (Vicepresident de la Convenció per la Constitució)
- Albert H. Ellis (Segon vicepresident de la Convenció Constitucional)
- Charles M. McClain (Secretari de la Convenció Constitucional)
- Charles H. Filson (Secretari d'Oklahoma)